# Zemunski klub Šparta
Lo Zemunski klub Šparta, noto come Šparta Zemun, fu una società calcistica serba con sede a Zemun, la maggiore municipalità della città di Belgrado.

## Storia
Viene fondato nel 1920 come club di lavoratori ed i colori sono bianco-rossi. Questo lo rende inviso ai vertici del Regno di Jugoslavia poiché il club è dichiaratamente affiliato al partito comunista, organizzazione proibita dagli anni '20.
Nel 1933 vince il campionato di Belgrado e viene ammesso alle qualificazioni per il campionato nazionale. I biancorossi vincono il gruppo est e si qualificano, ma la Federcalcio jugoslava annulla il torneo poiché anche un'altra squadra della classe operaia, lo JRŠK Spalato, aveva avuto successo. Viene indetto un altro sistema di qualificazioni e stavolta lo Šparta non ce la fa.
Nel 1938 vince il campionato belgradese e, dopo aver di nuovo vinto gli spareggi, accede al campionato nazionale 1938-39. In questo torneo lo Šparta si piazza al penultimo posto ed avrebbe dovuto disputare gli spareggi per non retrocedere, ma la ristrutturazione del campionato fa cambiare i piani.
Comunque, nel gennaio 1939, il club si fonde con i concittadini dello ZAŠK a formare lo SK Zemun.
Nel complesso, nel periodo tra le due guerre, lo Šparta è il miglior club di Zemun.